# 南四湖
南四湖位于中国山东省西南部，由南阳湖、独山湖、昭阳湖、微山湖四个湖泊组成，是中国第六大淡水湖泊。南四湖也是南水北调东线工程最大的调蓄湖泊。

## 地理特征
南四湖的总流域面积为31700平方公里，湖区面积为1266平方公里，蓄水量达19.3亿立方米，湖区平均水深不足2米。二级坝泵站将南四湖分成上、下级湖两部分，北侧为上级湖，南侧为下级湖。上级湖占全湖面积的47.5%，承担着88.4%的流域面积的来水；而下级湖占全湖面积的52.5%，仅承担11.6%的流域面积的来水。
在自然情况下，水流从上级湖经二级坝泄水进入下级湖，随后通过不牢河和韩庄运河进入中运河。南水北调工程实施后改变了水流方向，输水从下级湖南端进入，经由二级坝泵站，最终在上级湖北端进入梁济运河。